# Renbelijski jezik
Renbelijski jezik je polinezijski jezik koji se govori u pokrajini Rennell i Bellona, najjužnijoj pokrajini Solomonskih Otoka. Ovaj jezik spada u skupinu centralnopacifičkih jezika a naziva se i Rennellese-Bellonese, Rennell ili Rennellese. Sam renbelijski se sastoji od dijalekata Munggava (Rennell Mugaba) i Mungiki (Mugiki, Bellonese i Bellona), ovisno u kojem dijelu pokrajine se govori (otoci Rennell ili Bellona).
Objavljen je i rječnik ovog jezika kojeg je 1999. godine govorilo oko 4.400 ljudi.

## Vanjske poveznice
- Rennell-Bellona, a language of Solomon Islands  Arhivirana inačica izvorne stranice od 25. srpnja 2015. (Wayback Machine)